# Palau de la Música Catalana
Palača katalonske glazbe (katalonski: Palau de la Música Catalana) u četvrti Sant Pere u Barceloni koncertna je dvorana izgrađena prema nacrtima art nouveau arhitekta Lluísa Domènecha i Montanera. Građena je od 1905. do 1908. godine. Zajedno s bolničkim kompleksom Hospital de Sant Pau upisana je 1997. godine na UNESCO-ov popis mjesta svjetske baštine u Europi kao jedinstven primjer modernističke arhitekture od čelika i stakla.

## Povijest
Palača je izgrađena za pjevačko društvo Orfeó Català, osnovano 1891. godine, koje je bilo jedan od pokretača katalonskog kulturnog pokreta Renaixença (katalonski: preporod). Samo pjevačko društvo je bio glavni financijer projekta, ali uz veliku pomoć bogatih industrijalaca Barcelone.
Od 1982. do 1989. godine zgrada je potpuno obnovljena, ali i proširena dijelovima arhitekata Oscara Tusquetsa i Carlesa Díaza. God. 1997. proglašena je UNESCO-ovom svjetskom baštinom, a danas više od milijun posjetitelja godišnje posjećuje njene glazbene priredbe, uključujući simfonijske koncerte, koncerte komorne glazbe, ali i jazz i cançó koncerte.

## Odlike
Plan palače je tipičan za katalonski modernizam kojim dominiraju zakrivljene linije i dinamični oblici, te bogate i raskošne dekoracije organskih i cvjetnih motiva. No dekoracije su uklopljene suptilno i bez pretjerivanja, vodeći računa prije svega o funkciji same građevine, ali i poštovanju modernih materijala i tehnologija raspoloživih na početku 20. stoljeća.
Bogati industrijski financijeri, u duhu katalonske Renaixençe, zahtijevali su da arhitekt materijalom i oblicima simbolizira katalonski duh. Arhitekt je odgovorio na zahtjev time što je dao odriješene ruke mnogim lokalnim majstorima i obrtnicima u ukrašavanju, uključujući skulpture i dekorativne elemente po kojima je palača postala slavna. Tako su npr. na fasadi kombinirani mnogi elementi tradicionalne španjolske i arapske arhitekture s modernim osjećajem za red. Crvena opeka i željezo uklopljeni su s mozaicima, vitrajima i pocakljenom opekom stvarajući osjećaj otvorenosti i prozračnosti. Čak i masivna skulptura na uglu zgrade koja simbolizira katalonsku glazbu (Miguel Blay) ne narušava pogled na eksterijer ili interijer zgrade.
Dvostruka kolonada dominira balkonima na drugom katu fasade, a svaki je stup prekriven jedinstvenom kombinacijom pocakljenih opeka cvjetnih motiva s buketnim kapitelom koji sjaju pod noćnom rasvjetom. Iznad stupova su velika poprsja slavnih skladatelja (Palestrine, Bacha, Beethovena i Wagnera). Na vrhu pročelja nalazi se veliki alegorijski mozaik Lluísa Brúa, koji predstavlja članove pjevačkog društva Orfeó Català.
Izvorno su posjetitelji ulazili s ulice kroz dva masivna ciglena luka čiji je zajednički stup bio kiosk za prodaju ulaznica, bogato ukrašen mozaikom cvjetnih motiva.
Svod vestibula dekoriran je pocakljenom opekom organiziranom u obliku zvijezda. S obje su strane vestibula mramorna stubišta koja se uspinju između stubova okrunjenih svjetiljkama. Balustrade na stubištima obložene su neobičnim prozirnim žutim reljefom od stakla.
Dvorana Lluís Millet je salon na drugom katu i nosi ime osnivača pjevačkog društva Orfeó Català, a danas je važno sastajalište glazbenih entuzijasta i turista. U njoj se nalaze poprsja glazbenika i skladatelja tog katalonskog društva.
Koncertna dvorana može primiti oko 2.200 posjetitelja i jedina je europska dvorana tog tipa koja je tijekom dana osvijetljena samo prirodnom svjetlošću. Dva bočna zida sastoje se isključivo od vitraja u lučnim panelima, dok je na svodu ogromni okrugli viraj (Antoni Rigalt) koji je u obliku obrnute zlatne kupole obrubljene plavetnilom, poput sunca ne nebu. 
Masivne skulpture na rubovima pozornice čine je neupotrebljivom za kazališne izvedbe, a pozornica je polukružna poput apside u crkvi, no umjesto oltara ovdje se nalaze orgulje. Luk skulptura oko pozornice djelo je dvaju kipara, Dídaca Masana i Pabla Gargalla. Desni predstavlja Valkire iz Wagnerove opere i Beethovenovu Odu radosti, kao primjere klasične glazbe, a lijevi, s katalonskim motivima, predstavlja folklornu glazbu. U polukrugu pozornice nalazi se 18 figura djevojaka koje predstavljaju Muze iz grčke mitologije, do pola su predstavljene šarenim mozaikom (Lluís Bru), a gornji dijelovi tijela im izlaze iz ravni zida u obliku bijelog reljefa (Eusebi Arnau). Svaka ima drugačiju odjeću i svaka svira drugi instrument.
Skulpture krilatih konja na gornjim balkonima predstavljaju Pegaza koji je simbol uzleta umjetničke imaginacije.
- Ulaz
- Vestibul i stubište
- Pozornica koncertne dvorane
- Muze na pozornici
- Muze na pozornici (detalj)

### Malena palača (Petit Palau)
Malena palača iz 2004. godine nalazi se 11 metara preko trga od Velike palače i ima kapacitet od 538 posjetitelja, te je opskrbljena različitim prostorijama specijaliziranim za drugačije vrste glazbi i govora. Također ima suvremenu audiovizualnu tehnološku opremu. 
Toranj od šest katova djelo je arhitekta Oscara Tusquetsa i službeno je otvoren 1989. godine. U njemu se nalaze garderoba, knjižnica i arhiv. Građevina je suvremenog oblika, ali je dizajnirana u laganom i prozračnom stilu starije palače s velikim staklenim panelima na zidovima.

## Vanjske poveznice
- Službena stranica